# Tomasz Arciszewski (inżynier)
Tomasz Arciszewski (ur. w 1948 w Gdańsku) – Professor Emeritus George Mason University (GMU), Senior Research Fellow, GMUCenter for the Advancement in Well-Being Member, GMU Learning Agents Center. Mieszka z żoną Ewą w Dolinie Shenandoah w Wirginii, USA.
Tomasz Arciszewski to wynalazca z patentami w Polsce, USA i Kanadzie, z dorobkiem naukowym, dydaktycznym i projektowym z Polski, Szwajcarii, Nigerii i USA. Z wykładami odwiedził 25 krajów w Afryce, Ameryce, Azji i Europie. W okresie od 1987 miał 224 wystąpień publicznych. Wykładał na tematy edukacji sukcesu i inżynierii wynalazczości w Polsce (Politechniki: Krakowska, Świętokrzyska, Wrocławska, Uniwersytet Przyrodniczy we Wrocławiu, Uniwersytet Wrocławski i Uniwersytet Ekonomiczny we Wrocławiu), w Austrii (Technische Universität Graz), Słowenii (Uniwersytet Mariborski), na Tajwanie (The National University of Kaohsiung, Narodowy Uniwersytet Tajwański, The National Tainan University), we Włoszech (Politechnika Mediolańska), w Szkocji (Strathclyde University) oraz w Chinach (Uniwersytet Tsinghua).
Był członkiem American Society of Civil Engineers oraz założycielem i wieloletnim dyrektorem ASCE Global Center of Excellence in Computing. W uznaniu za dorobek naukowy i społeczny otrzymał m.in. nagrodę ASCE Nagroda Roku 2004 w Zakresie Zastosowań Komputerów w Inżynierii. Arciszewski jest humanistą i kontynuatorem społecznych tradycji rodzinnych. Jego dziadek, również Tomasz Arciszewski, we wczesnych latach dwudziestych założył m.in. Robotnicze Towarzystwo Przyjaciół Dzieci i był współzałożycielem Warszawskiej Spółdzielni Mieszkaniowej w latach trzydziestych.
Twórca i propagator nowego modelu kształcenia, nawiązującego m.in. do tradycji renesansu i teorii inteligencji sukcesu. Specjalista w dziedzinie inżynierii wynalazczości. Był liderem w wielu projektach naukowo-badawczych, w tym w pracach finansowanych m.in. przez NSF i NASA w USA. Jest autorem i współautorem niemal 180 publikacji. Jego książka Successful Education. How to Educate Creative Engineers, opublikowana w USA w 2009, została również wydana w Chinach i w Polsce.

## Życiorys
W roku 1950 został wysiedlony z całą rodziną z Gdańska do Warszawy, gdzie mieszkał do 1978 roku, kiedy wyjechał z żoną Ewą i córką Joanną do Nigerii. Do USA przeniósł się w roku 1983; początkowo mieszkał w Michigan w Bloomfield Hills, a w 1994 r. przeniósł się do Wirginii, do Fairfax. W roku 2014 zamieszkał w Stauton, a od roku 2016 mieszka z żoną Ewą w Dolinie Shenandoah w Wirginii (USA), gdzie kontynuuje studia i prace badawcze w zakresie kreatywności z uwzględnieniem najnowszych osiągnięć neuropsychologii, pozytywnej psychologii oraz socjologii
Przebieg kariery naukowej
Polska.
Absolwent VI Liceum Ogólnokształcącego im. Tadeusza Reytana w Warszawie (1965). Ukończył w 1970 roku z wyróżnieniem studia na Politechnice Warszawskiej o specjalności teoria konstrukcji i pracował na tej uczelni do roku 1978 w Zakładzie Konstrukcji Metalowych. Po uzyskaniu stopnia doktora nauk technicznych (1975), jako najmłodszy doktor pracujący wówczas na uczelni, odbył roczny staż projektowy w Mostostalu w Pracowni Konstrukcji Przestrzennych pod kierownictwem profesora Jana Brodki.
W czasie pracy na Politechnice Arciszewski zajmował się głównie analizą i podstawami kształtowania stalowych konstrukcji szkieletowych budynków wysokich, współpracując z Profesorem Zygmuntem Pancewiczem. Te prace doprowadziły do opatentowania wynalazku. W zakresie teorii systemów inżynierskich Arciszewski współpracował z profesorem Mieczysławem Łubińskim.
Arciszewski działał w Polskim Towarzystwie Cybernetycznym, gdzie w roku 1973 był współzałożycielem (z dr Andrzejem Góralskim) Sekcji Heurystyki. Od roku 1975 pełnił funkcję Sekretarza Zarządu Oddziału Warszawskiego. W tym okresie był również członkiem zespołu autorskiego, który pod kierownictwem dr Góralskiego opublikował serię książek pod tytułem Zadanie, metoda, rozwiązanie. Techniki twórczego myślenia (Wydawnictwa Naukowo-Techniczne). Były to pierwsze książki na temat metod heurystycznych i ich zastosowań w różnych dziedzinach nauki i techniki. Ich wydanie zapoczątkowało proces wyłaniania się nowej nauki, która jest obecnie nazywana inżynierią wynalazczości.
Nigeria.
W roku 1978 Arciszewski podjął pracę na University of Nigeria, gdzie pracował do końca roku 1982. Przed wyjazdem z Nigerii społeczność studencka na uczelni uhonorowała Arciszewskiego prestiżowym i rzadko przyznawanym cudzoziemcom tytułem „Chief”.
W czasie pobytu w Nigerii Arciszewski przywiózł do tego kraju z USA w 1980 roku pierwszy „personal computer” (HP 85A) i wykorzystał go do nauki programowania oraz prac badawczych w zakresie automatycznego generowania koncepcji projektowych. Jego badania doprowadziły do przygotowania Robo-Wynalazcy, który był prawdopodobnie pierwszym na świecie programem komputerowym do automatycznego projektowania koncepcyjnego stalowych konstrukcji szkieletowych budynków wysokich, wykorzystując jako model analizy morfologicznej niejednorodny łańcuch Markowa. Ten program automatycznie „wyprodukował” między innymi innowatorską koncepcję projektową, która została opublikowana w monografii budynków wysokich wydawanej przez Tall Buildings and Urban Habitat Committee Lehigh University.
Stany Zjednoczone.
Arciszewski przyjechał do USA z rodziną jako uchodźca w 1983 roku. W pierwszych latach pobytu w USA włączył się do działalności Północnoamerykańskiego Studium Spraw Polskich, gdzie był również członkiem zarządu (1988–1990) i prezesem organizacji (1990–1992)
W USA Arciszewski rozpoczął pracę na Wayne State University w Detroit w roku 1983, gdzie kontynuował swoje wcześniejsze badania w zakresie inżynierii wynalazczości uzyskując finansowanie badań przez National Science Foundation (NSF). Te prace badawcze doprowadziły również do wynalazku połączenia w stalowych konstrukcjach przestrzennych, który został opatentowany w Kanadzie i USA (Arciszewski T., „Joint for Space Frame”, Canada, Patent No. 1,291,626, 1991; Arciszewski T., „Joint for Space Frame”, U.S.A., Patent No. 4,866,902, 1989).
W roku 1985 Arciszewski rozpoczął badania z profesorem Zdzisławem Pawlakiem (Politechnika Warszawska) i profesorem Wojciechem Ziarko (University of Regina) w zakresie automatycznego pozyskiwania wiedzy projektowej (Machine Learning) przy wykorzystaniu teorii zbiorów przybliżonych Pawlaka. Pierwsza prezentacja wyników w zakresie możliwości Machine Learning w projektowaniu i w generacji nowatorskich koncepcji projektowych miała miejsce w czasie międzynarodowej konferencji w Awinionie (1986 r.). W 1994 Arciszewski przeniósł się na George Mason University w Fairfax, gdzie rozpoczął pracę w Systems Engineering Department w School of Information Technology. Jednocześnie został Associate Director of Machine Learning Center. W tym okresie jego prace badawcze były skoncentrowane na badaniach finansowanych przez NSF na temat „Constructive Induction” (wówczas nowy rodzaj Machine Learning) oraz na „Machine Learning Engineering”, tzn. na metodologicznych aspektach używania systemów automatycznego pozyskiwania wiedzy w różnych zastosowaniach inżynierskich.
Około roku 1996 Arciszewski rozpoczął współpracę z profesorem Kennethem De Jongiem, twórcą dziedziny zwanej „Evolutionary Computation” w zakresie nowatorskich zastosowań tej dziedziny do projektowania ewolucyjnego systemów inżynierskich. Prace te były finansowane przez NASA i doprowadziły do wielu publikacji, a także do stworzenia dwóch systemów do automatycznego projektowania ewolucyjnego. Pierwszy, nazwany „Inwentor 2000”, został stworzony przy współpracy doktoranta z Wojskowej Akademii Technicznej – Krzysztofa Murawskiego. Drugi, nazwany „Emergent Designer”, został stworzony jako część pracy doktorskiej Rafała Kicingera, który obecnie jest badaczem w Metron Aviation.

## Lata współczesne
Na początku XXI wieku Arciszewski zainteresował się dorobkiem psychologii poznawczej i możliwościami jej wykorzystania do lepszego zrozumienia procesów projektowania koncepcyjnego, a szczególnie wynalazczego. Te badania były początkowo prowadzone z dr Katherine Harrison, neuropsychologiem z US Air Force, a następnie z dr Robertem Youmansem, psychologiem poznawczym zajmującym się wpływem fiksacji na innowacyjność rozwiązań projektowych, obecnie pracującym dla Google. Ta współpraca doprowadziła w 2011 roku do badań na temat wykorzystania teorii świadomości ludzkiej (zaproponowanej przez Nicholasa Humphreya w 2011) w budowaniu modeli matematycznych myślenia wynalazczego. Prace te były finansowane przez NSF
Najnowsza książka Arciszewskiego, Inventive Engineering, Knowledge and Skills for Creative Engineers, została opublikowana w 2016 i stanowi podstawy wiedzy niezbędnej do przekształcenia uczniów i studentów z analityków w ludzi również zdolnych rozwiązywać problemy wymagające twórczego myślenia. W roku 2017 Arciszewski współredagował z dr Thomasem Ritcheyem (prezesem Swedish Morphological Society) specjalną sekcję na temat General Morphological Analysis; Analysis, Forecasting and Innovation w „Journal of Technological Forecasting and Social Change”, która została opublikowana w styczniu 2018 (Vol.126, No. 1). W tym numerze opublikował również artykuł na temat Morphological Analysis in Inventive Engineering.